# Château de Biron
Le château de Biron est un château situé sur la commune française de Biron  dans le département de la Dordogne en région Nouvelle-Aquitaine. Situé dans le Périgord pourpre, fondé au XIIe siècle, le château fut le siège d'une des plus anciennes baronnies du Périgord avec les châteaux de Beynac, de Bourdeilles et de Mareuil.
Le château fait l’objet d’une protection partielle au titre des monuments historiques.

## Localisation
Le château est situé dans la vallée de la Lède, aux confins du Périgord, dont il est le siège d'une des quatre baronnies, sur une énorme butte rocheuse dominant le bourg de Biron, dans le département français de la Dordogne.

## Historique
Le château de Biron, en se référant aux données archéologiques, daterait des alentours de l'an mil, entre la fin du Xe et le milieu du XIe siècle. Les seigneurs de Biron sont mentionnés dans des textes à la fin du XIe siècle, vassaux du comte de Toulouse.
Dans la seconde moitié du XIIe siècle, sous Henri Plantagenêt, duc d'Aquitaine et roi d'Angleterre, les Biron firent ériger une imposante tour, mais dès la fin de ce siècle, ils abandonnèrent le site à leurs descendants les Gontaud-Biron, et partirent s'installer à Montferrand-du-Périgord, dans une demeure qu'ils détenaient et qu'ils transformèrent  ensuite en château.
Sous le patronage des Plantagenêts et des Gontaud, le château est profondément remanié, la cour basse est ceinturée d'une courtine flanquée de tours et le bourg est fortifié.
En 1211, il est pris par les Albigeois qui le donnent à Martin Algais, capitaine et mercenaire espagnol au service du roi d'Angleterre qui passe ensuite au service de Simon IV de Montfort comte de Leicester, principal chef de la croisade contre les Albigeois. À la suite de la trahison de Martin Algais qui passe au service du comte de Toulouse, Simon de Montfort s'empare du château, fait pendre Martin Algai et confie le château à Arnaud de Montagu.
En 1222, le château est vendu par le roi Henri III à Henri de Gontaut.
Le château restera la propriété de la famille de Gontaut-Biron jusqu'en 1939 en la personne de Guillaume de Gontaut (1859-1939), depuis 1883 marquis de Saint-Blancard et de Biron, dit "marquis de Biron" ; celui-ci est réputé avoir donné son nom au quartier de hautes antiquités du célèbre « marché aux puces » de Saint-Ouen à Paris.
Anne-Charles de Gontaut (° 1963) est l'actuel porteur du titre.
Pris et saccagé par les Anglais aux XIVe et XVe siècles, Pons de Gontaud de Biron († 1524), fortune retrouvée, transformera la forteresse médiévale en une demeure confortable. C'est lui qui érige l'église double qui deviendra le sanctuaire dynastique, afin d’accueillir son tombeau et celui de son frère Armand. Afin de retrouver son rang, il épouse Marguerite de Montferrand, sa parente.
Son fils, Jean de Gontaut Biron (1502-1557) épouse une Bonneval, issue d'une grande famille limousine. Introduit auprès de la cour, il tombera en disgrâce auprès de François Ier.
Son fils Armand de Gontaut Biron, maréchal de France (1524-1592), sera lui le soutien inconditionnel des Valois et du catholicisme dans une région largement acquise à la Réforme. Tué dans les combats de la Ligue, il ne pourra voir l'aboutissement de la transformation du château qu'il avait entreprise. Son œuvre restera inachevée à la suite de la disgrâce de son fils Charles (1562-1602) exécuté sous Henri IV.
Au XVIIIe siècle, Charles Armand de Gontaud-Biron modernise le château,
Son fils, Charles Antoine de Gontaut Biron, 7e duc de Biron, meurt en 1798, dernier descendant de la branche aînée, sans laisser de descendance.
Saccagé lors de la Terreur, le château reste néanmoins en sa possession[Qui ?].
Au début du XIXe siècle, il est acheté par la branche de Saint Blancard de la Maison de Gontaut, séparée de la branche ducale au début du XVIIe siècle, qui prend le nom de Biron et conservera le château jusqu'en 1938.
En 1938, le château est acheté par la famille Copper-Royer, qui le conservera pendant quarante années ; en 1950 et 1952 Jacqueline Copper-Royer a représenté divers aspects du château par des dessins ou estampes (fonds iconographique des Archives départementales de la Dordogne).
Le 30 mai 1974, un violent orage de grêle provoque d'importants dégâts aux toitures des bâtiments, et en 1978 c'est un ensemble très délabré qui fut vendu au Département de la Dordogne , qui entreprit alors de le restaurer.
En 1980 l'association les Amis du château de Biron et Béatrice Gonzalez de Andia (1933-2024), apparentée aux Gontaut-Biron et proche de Jacques Chirac, obtiennent du ministère de la Culture, les crédits nécessaires afin de financer les réparations les plus urgentes.
En 2012 ont commencé des travaux de rénovation de la charpente de l'aile des Maréchaux, prévus pour une durée de deux ans et un coût de 2,3 millions d'euros,.
Au XXIe siècle, le château de Biron, ouvert à la visite du public, sert de cadre à des expositions et des spectacles.

## Description
« En sortant de la forêt, soudain, on remarque, perché sur une butte, massif, dominateur, royal, le château de Biron. La vue s'y étend à l'infini au-dessus des bois, des monts du Limousin aux Pyrénées ».
Le site castral, éloigné des cours d'eau, se dresse sur une éminence naturelle, la plate-forme sommitale étant isolée par un large fossé, précédée par une cour basse formant glacis, elle-même ceinte d'un fossé plus modeste.
Les bâtiments que l'on peut voir de nos jours s'échelonnent du XIIe au XVIIe siècle, avec une cour haute entourée des logis nobles et une basse-cour dans laquelle se trouve la chapelle castrale à deux étages ; celle du haut pour les gens du château, et celle du bas pour les villageois dont les maisons sont blotties au pied de la butte.
Du XIIe au XVIIIe siècle, chaque siècle a laissé son empreinte, évoquant les vicissitudes de cet édifice monumental :
- le donjon du XIIe siècle ;
- la chapelle à double étage (1515) a conservé les tombeaux de Pons de Gontaut, baron de Biron, mort en 1524, et de son frère Armand, évêque de Sarlat, mort en 1531 ; les têtes des gisants ont été martelées, soit lors des guerres de religion, soit lors la Révolution de 1789 ?

Une Mise au tombeau du Christ et une Pietà avec donateurs ont quitté les lieux. Jusqu'à la fin du XIXe siècle la chapelle castrale comptait deux groupes sculptés, un Christ mort sur les genoux de la Vierge "dressé en retable au-dessus de l'autel", et une Descente de Croix — dont un surmoulage en terre cuite est mentionné dans une chapelle de Verdelais (33) —  Ces œuvres d'art furent vendues et sont « au moins depuis 1914 » (Chapoullié, 1954) au Metropolitan Museum de New-York. Une copie conforme va en être effectuée suivant la technologie 3D pour prendre place dans la chapelle de Biron.
- la cour ouverte sur le Nord par une grande arcade en plein cintre percé dans un mur et donnant accès à une terrasse couverte à colonnes jumelées et fermée par une balustrade en fer forgé donnant sur un important emmarchement (début XVIIIe siècle ?) probablement destiné à desservir des jardins d'agrément (?) mais inachevé peut-être du fait de l'instabilité du terrain ;
- les appartements de la Renaissance;

```
 deux pièces au-dessus de l'arcade Nord, parquetées et aux murs revêtus de boiseries en noyer "au naturel' du XVIIIème; 
```

- le grand escalier en pierre à rampe en fer forgé début XVIIIème siècle (?);
- la salle de justice à l'Ouest ;
- d'importantes cuisines voûtées à l'Est, avec citernes ;
- la « salle des États de Guyenne », longue de vingt mètres et large de onze.

## Protection aux monuments historiques
Le château est classé par arrêté du 17 février 1928.
Sont inscrits par arrêté du 31 décembre 1992 :
- les jardins : glacis avec son mur de soutènement, allée des Cavaliers, terrasse inférieure, petit potager, petit jardin, grand jardin, ancien vivier et bâtiments ruinés ;
- le parc ;
- deux fontaines à l'Ouest du château.

## Télévision
En 2024, le château est utilisé pour l'émission de divertissement de la chaîne M6, Les Traîtres.

## Tourisme
En 2022, le château a attiré 53 000 visiteurs.

## Cinéma
Le château de Biron a servi de cadre pour le tournage de plusieurs films :
- Le Capitan (1960) d'André Hunebelle avec Jean Marais et Bourvil ;
- Vous n'aurez pas l'Alsace et la Lorraine (1977) de Coluche et Marc Monnet ;
- La Fille de d'Artagnan (1994) de Bertrand Tavernier avec Sophie Marceau et Philippe Noiret[15] ;
- Les Visiteurs 2 (1998) de Jean-Marie Poiré avec Jean Reno et Christian Clavier.
- Le Pacte des loups (2001) de Christophe Gans avec Samuel Le Bihan, Vincent Cassel et Monica Bellucci[16].
- Fortune de France (2024), série télévisée de Christopher Thompson : la cour intérieure du château a été transformée en « Sarlat en proie à la peste et au fanatisme »[17].

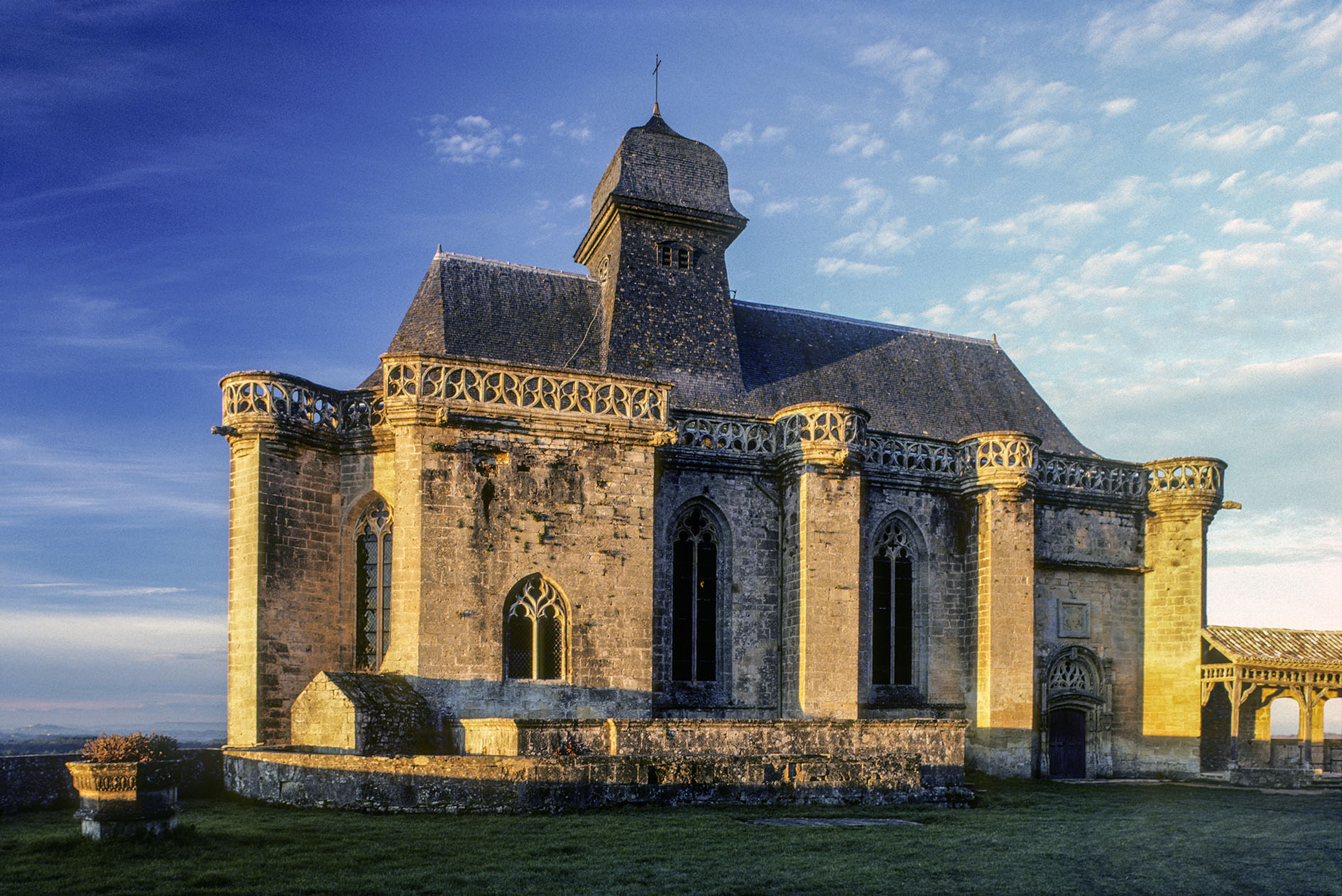
La collégiale.
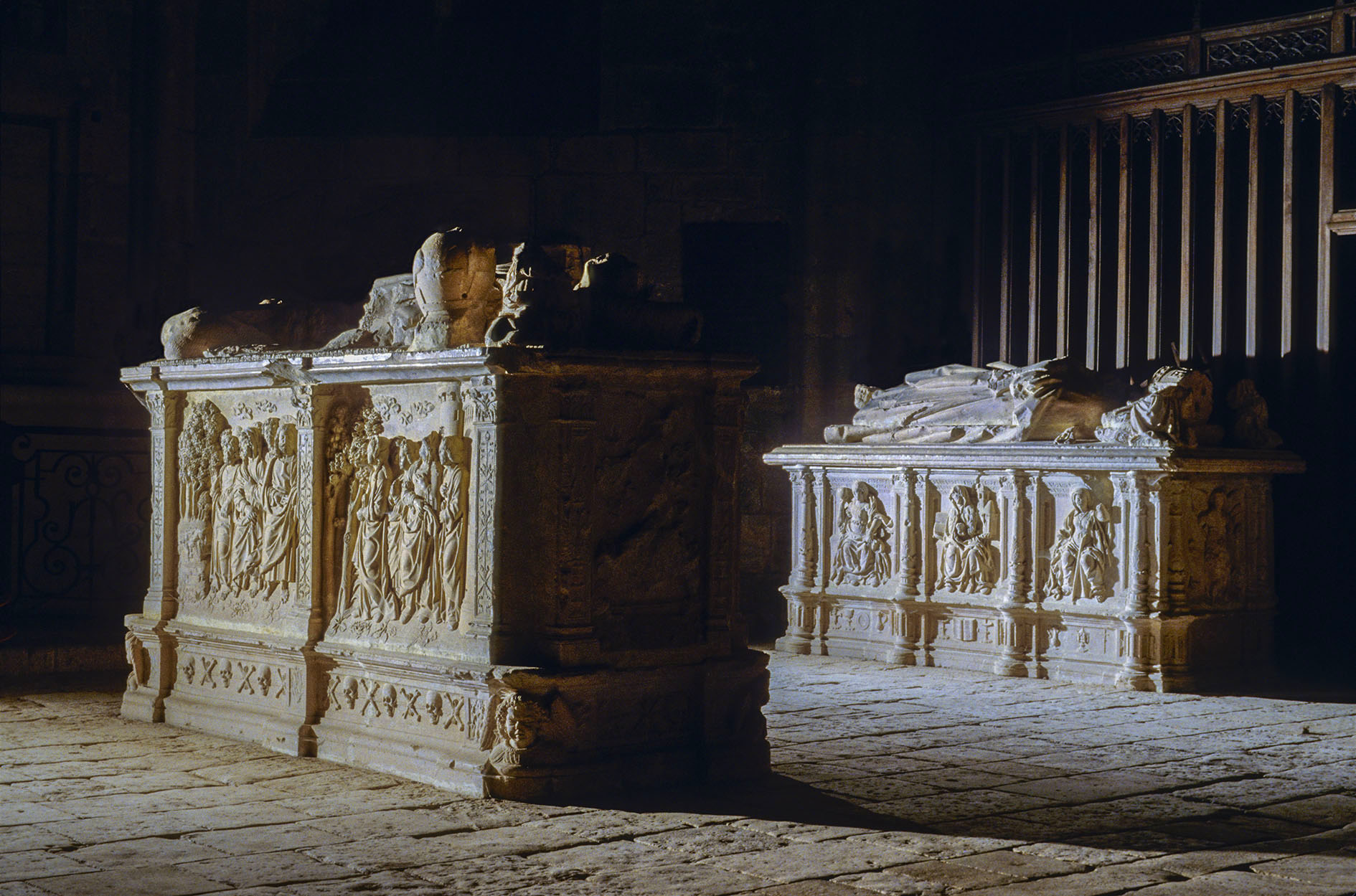
Les tombeaux de Pons et d’Armand de Gontaut.
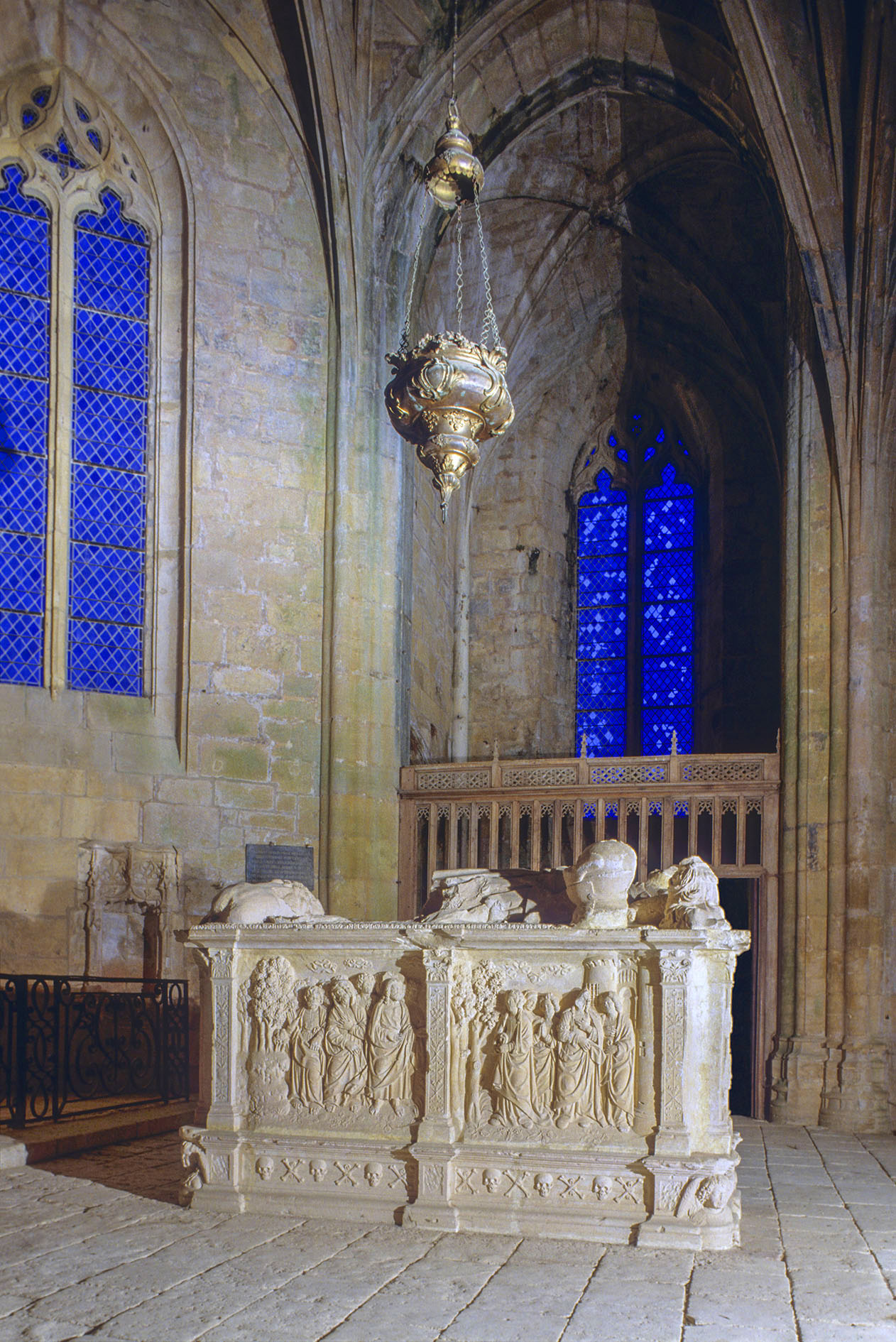
Le tombeau de Pons de Gontaut.
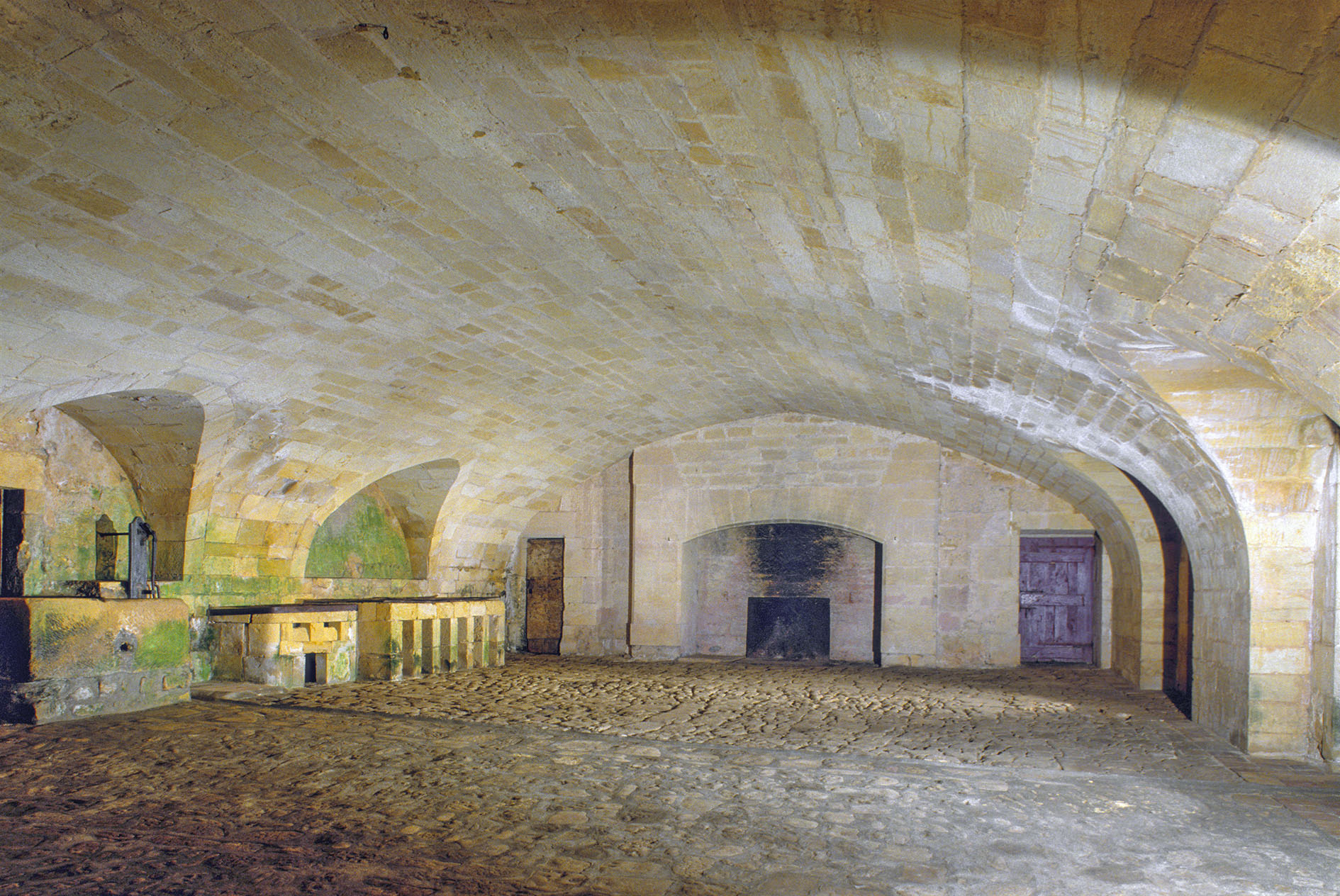
La cuisine.
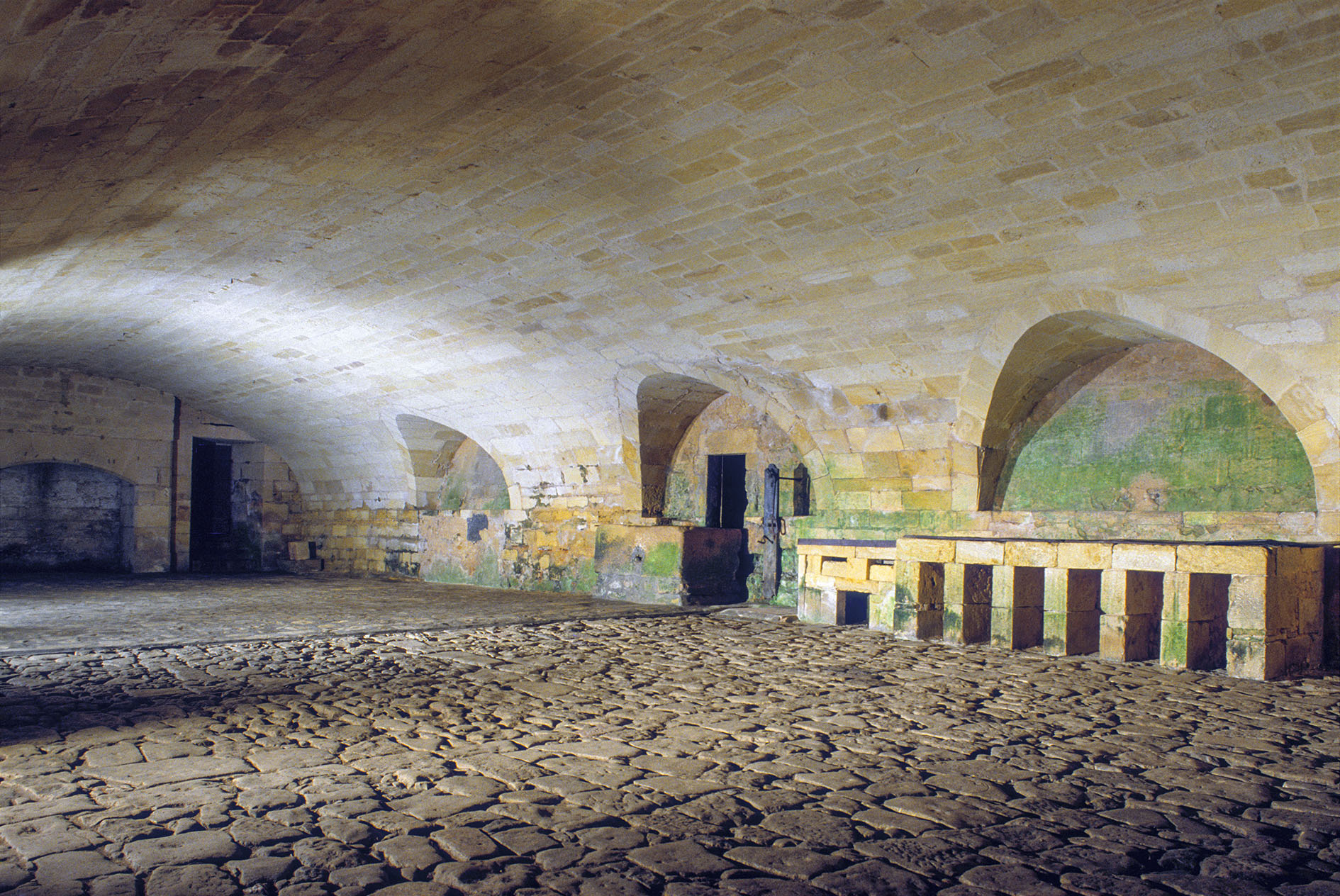
La cuisine.